# Chlorek srebra
Chlorek srebra(I), AgCl – nieorganiczny związek chemiczny z grupy chlorków, sól kwasu chlorowodorowego i srebra o bardzo słabej rozpuszczalności w wodzie. Występuje w przyrodzie jako minerał chlorargyryt.

## Właściwości
Jest to biały proszek lub kryształy. Jest bardzo słabo rozpuszczalny w wodzie, jego  (Ir wynosi 1,77×10−10). Nie rozpuszcza się w kwasie azotowym, natomiast roztwarza się łatwo w wodzie amoniakalnej w utworzeniem kompleksowego kationu Ag(NH
3)+
2:
AgCl + 2NH
3  ⇄  Ag(NH
3)+
2 + Cl−

Reakcja ta jest odwracalna i po zakwaszeniu roztworu ponownie wytrąca się AgCl.
Jest związkiem światłoczułym. Rozkłada się pod wpływem światła, a także ogrzewania. W wyniku rozkładu wydziela się gazowy chlor (Cl2) oraz metaliczne srebro, które nadaje substancji początkowo fioletowawą, a później szarą barwę.

## Otrzymywanie
AgCl wytrąca się w postaci białego serowatego osadu po zmieszaniu roztworu soli srebra(I) z roztworem zawierającym jony Cl−
.
Reakcja ta jest wykorzystywana do otrzymywania związku. Do gorącego roztworu azotanu srebra dodaje się powoli roztwór chlorku metalu alkalicznego, np. NaCl:
AgNO
3 + NaCl  →  AgCl↓ + NaNO
3
Wytrącony osad przemywa się wodą i oczyszcza przez rozpuszczenie w wodzie amoniakalnej i ponowne strącenie kwasem solnym. Wszystkie operacje należy przeprowadzać po ciemku lub przy ciemnoczerwonym świetle.

## Zastosowanie
Stosowany jest w fotografii do produkcji emulsji światłoczułych. Ponadto, w postaci substancji osadzonej na dwutlenku tytanu (w ilości 20%), stosowany jest jako substancja konserwująca w kosmetykach. W takim zastosowaniu jego maksymalna zawartość w produkcie wynosi 40 ppm. Prowadzone są badania dotyczące antybakteryjnych właściwości chlorku srebra, zwłaszcza w postaci nanocząstek, jako dodatku do opatrunków i dezodorantów, a także jako środka do dezynfekcji wody pitnej. 